# Dialogista
Dialogista – osoba zawodowo zajmująca się tłumaczeniem lub opracowywaniem ścieżki dialogowej w filmach.
Termin „dialogista” w odniesieniu do dialogów filmowych jest najczęściej kojarzony z dubbingiem, jednak odnosi się on również do opracowywania dialogów w formie napisów oraz narracji, potocznie zwanych „szeptankami” (czytane przez lektora). Z kolei osoba pisząca dialogi do seriali w oryginalnej wersji językowej nazywana jest dialogistą scripterem.